# Sovjetunionens fodboldlandshold
Sovjetunionens fodboldlandshold (russisk: сбо́рная Сове́тского Сою́за по футбо́лу, tr. sbórnaja Sovétskogo Sojúsa po futbólu) var Sovjetunionens fodboldlandshold i Sovjetunionen. Landsholdet blev administreret af Den russiske fodboldunion (Российский Футбольный Союз). Landsholdet eksisterede fra 1923 til opløsningen af Sovjetunionens opløsning i december 1991.
Sovjetunionen kvalificerede sig for til alle fodbold-VM, som holdet havde mulighed for at kvalificere sig til, bortset fra VM i fodbold 1974 og 1978. Den manglende kvalifikataion i 1974 skyldes en diskvalifikation af holdet, da Sovjetunionens landshold ikke stillede op til en play-off kamp mod Chile, da holdet nægtede at spille på Chiles nationalstadion, hvor Chiles præsident Salvador Allende var blevet henrettet af chilenske kupmagere få måneder forinden. Chiles spillere løb herefter mod et tomt mål og scorede til 1-0, der blev kampens resultat. Bedste resultat ved VM var en fjerdeplads, da USSR havde tabt 1-2 til Vesttyskland i semifinalen.
Holdet deltog i EM fem gange. Det bedste resultat var ved det første EM i 1960, hvor holdet i finalen vandt 2-1 og Jugoslavien.
| Fodbold | Spire Denne artikel om et fodboldlandshold er en spire som bør udbygges. Du er velkommen til at hjælpe Wikipedia ved at udvide den. |

|  | Infoboks uden skabelon Denne artikel har en infoboks dannet af en tabel eller tilsvarende. |